# Pryszczarek naliściak lipowy
Pryszczarek naliściak lipowy (Didymomyia tiliacea) – gatunek muchówki z rodziny pryszczarkowatych (Cecidomyiidae).

## Charakterystyka
Larwa jest monofagiem. Żeruje w galasach tworzonych na dolnej stronie liści niektórych gatunków lip (lipa drobnolistna, lipa szerokolistna, lipa srebrzysta, lipa holenderska). W ciągu roku wytwarza tylko jedno pokolenie. Zimuje wewnątrz galasu, przepoczwarcza się na wiosnę.   
Gatunek ten masowo występuje na lipach rosnących na obszarach o dużym zanieczyszczeniu powietrza.